# Truncilla macrodon
Truncilla macrodon är en musselart som först beskrevs av I. Lea 1859.  Truncilla macrodon ingår i släktet Truncilla och familjen målarmusslor. Inga underarter finns listade i Catalogue of Life.